# Quadrifoglio Alfa Romeo

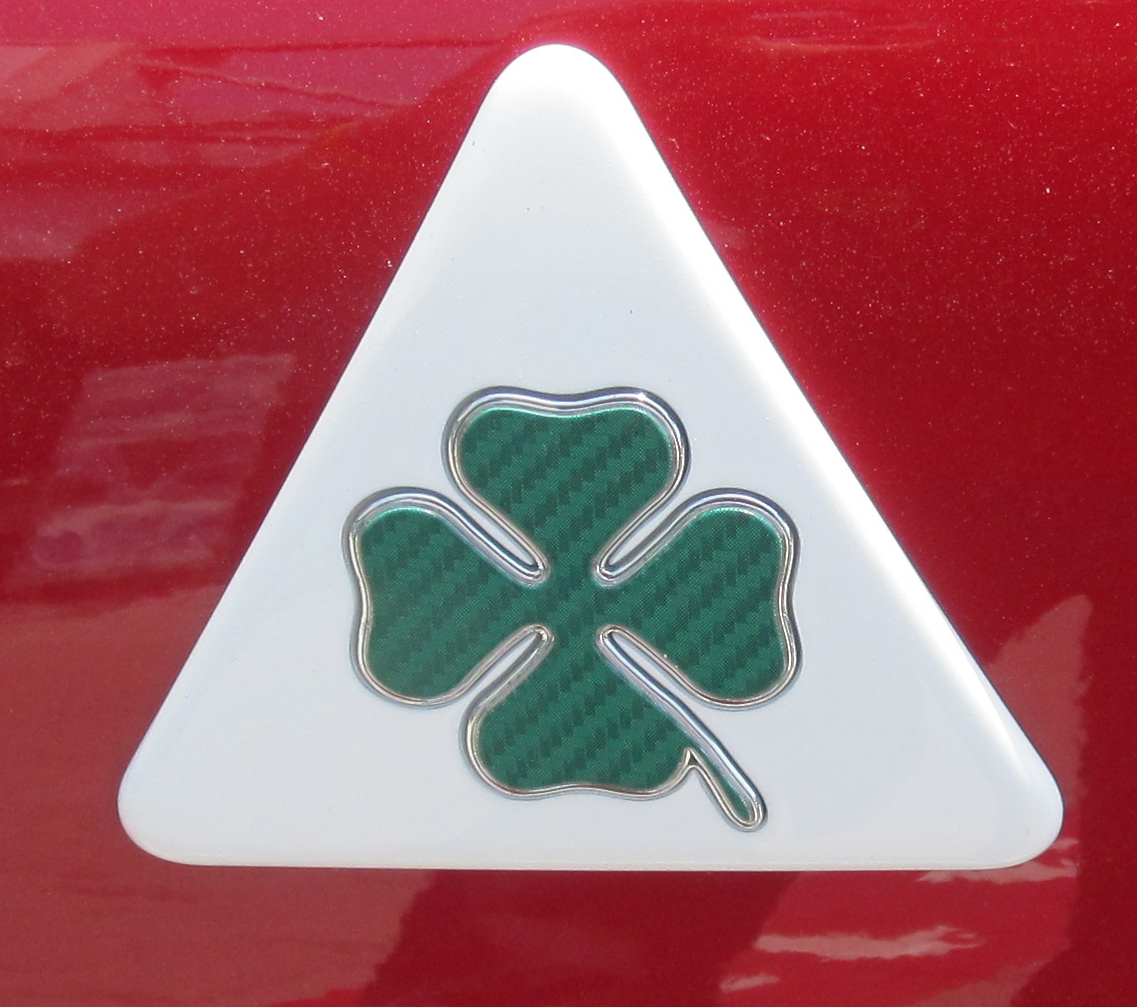
Il tradizionale Quadrifoglio Alfa Romeo

Il Quadrifoglio Alfa Romeo, più spesso chiamato Quadrifoglio Verde, è il simbolo distintivo delle automobili con spiccate caratteristiche sportive prodotte dall'omonima casa automobilistica italiana.

## Storia
Il simbolo del quadrifoglio apparve per la prima volta su una delle quattro "RL Targa Florio", appositamente preparate da Giuseppe Merosi per la gara siciliana che, in quell'epoca, era considerata la competizione più prestigiosa.

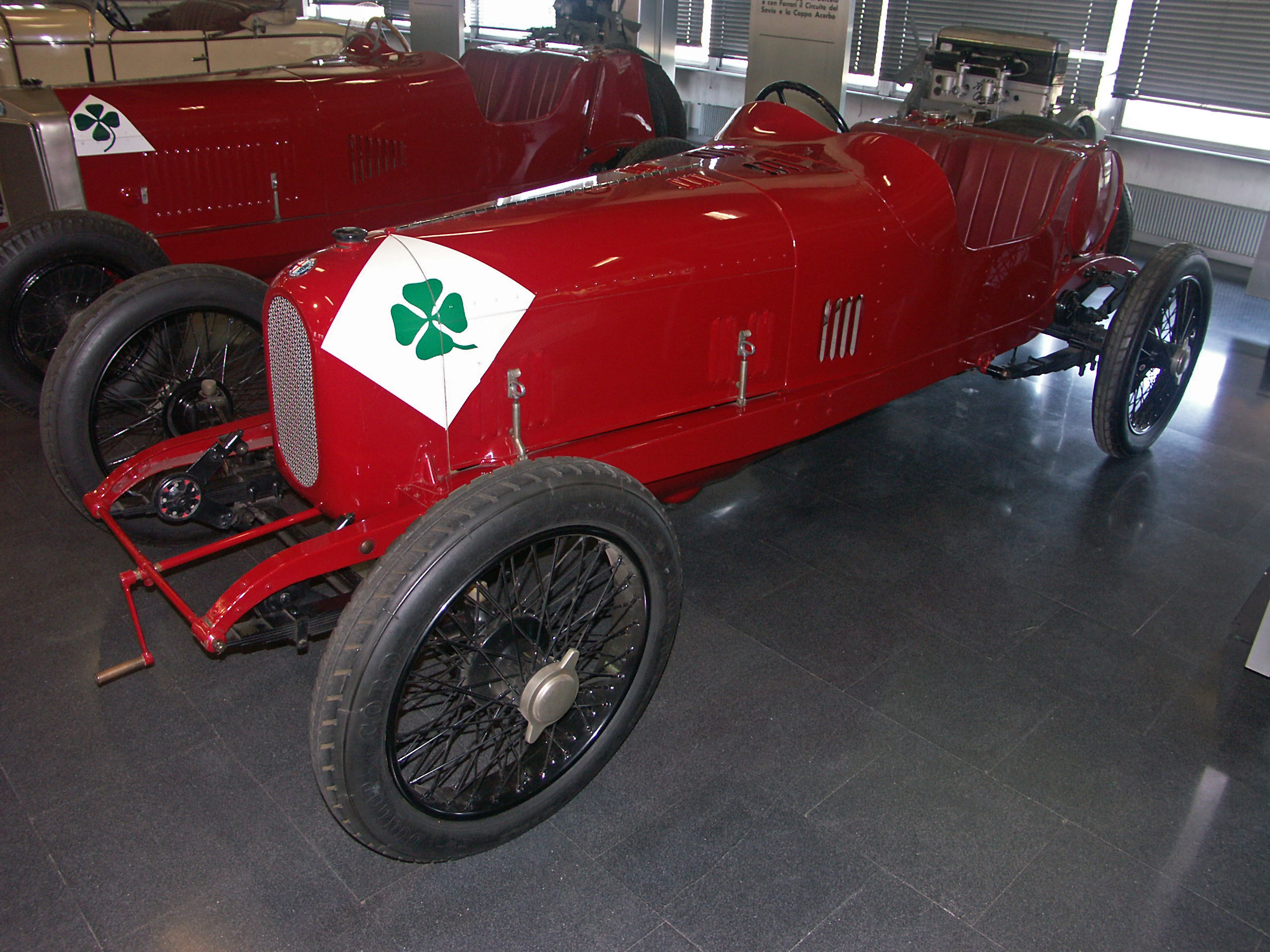
La RL Targa Florio di Ugo Sivocci.

Sino ad allora le aspirazioni sportive della giovane casa milanese avevano ottenuto le magre soddisfazioni di qualche vittoria di classe o in gare minori, restando in attesa della grande affermazione internazionale che, a causa dell'inesperienza e della sfortuna, era mancata.
Per la Targa Florio del 1923, Merosi aveva messo a punto quattro vetture, affidandole ad Antonio Ascari, Enzo Ferrari, Giulio Masetti e Ugo Sivocci. Quest'ultimo, scopritore e amico fraterno di Ferrari, era un pilota di grande esperienza e competenza tecnica, ma spesso sfavorito dalla sorte e considerato l'eterno secondo.

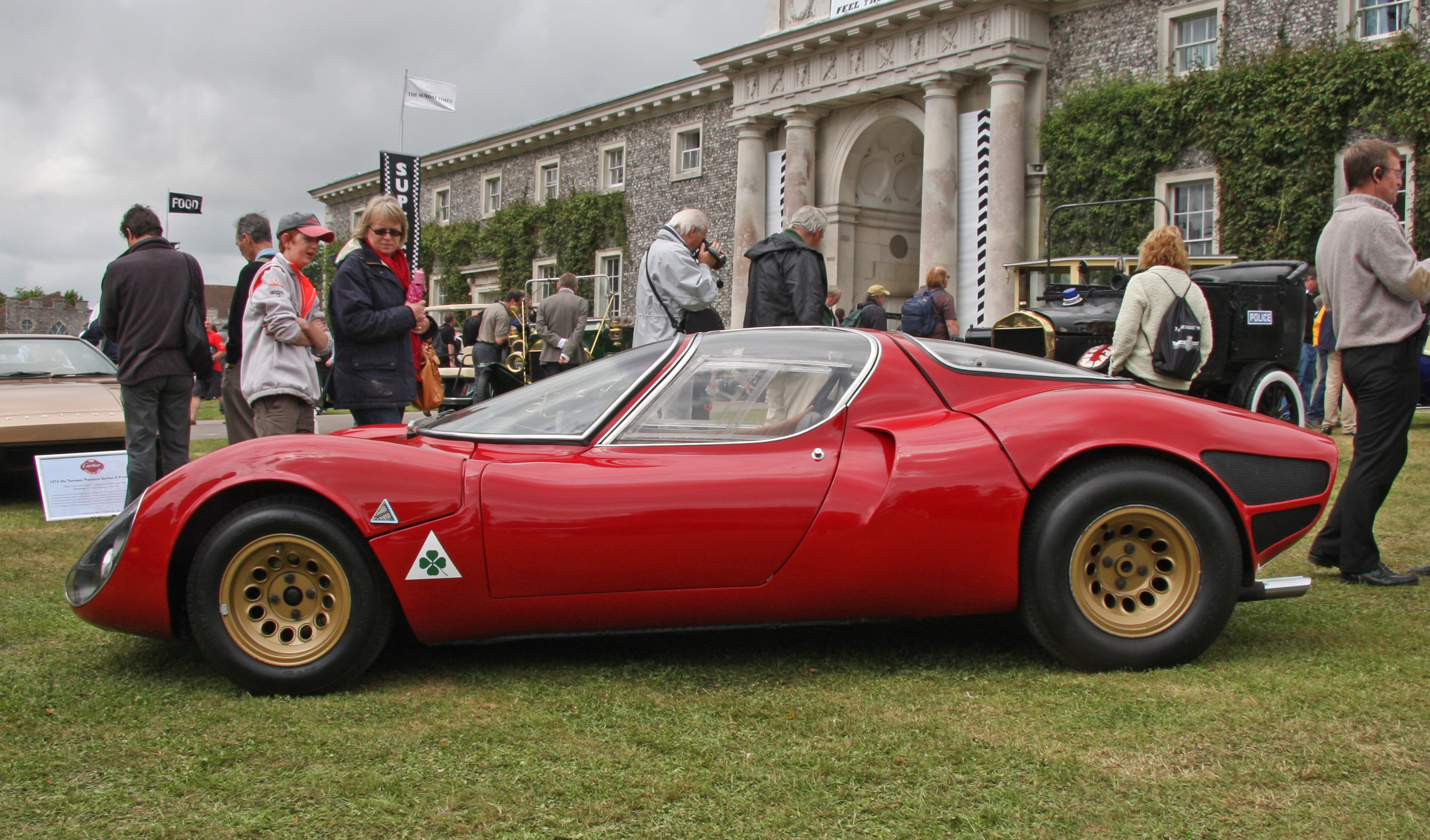
Il quadrifoglio in campo triangolare sulla 33 Stradale del 1967, inserito accanto al logo dell'Autodelta.

Nell'occasione, per scacciare la sfortuna, Sivocci, a cui era stato assegnato il 17 come numero di gara, aveva fatto dipingere sulla calandra della propria vettura con un quadrato bianco in cui campeggiava un quadrifoglio verde e la rocambolesca conclusione di quella "Targa", disputata sul circuito delle Madonie, convinse gli scaramantici circa l'efficacia dell'amuleto.
Verso il termine della gara, infatti, le possibilità di vittoria erano ormai limitate al terzetto di testa, composto da Ascari e Sivocci, seguiti da Minoia su Steyr VI Klausen Sport. A soli duecento metri dal traguardo, la "RL" di Ascari si spense. Il suo vantaggio, però, era tale che i meccanici arrivano in tempo per far ripartire il motore e, nell'euforia, salirono tutti a bordo per tagliare il traguardo, subendo la squalifica. A questo punto, Ascari fece ritorno al punto dove si era fermata la sua automobile per ripercorrere da solo quella parte di tracciato. Si classificò secondo, alle spalle di Sivocci che, nel frattempo, aveva tagliato il traguardo da vincitore, assicurando all'Alfa Romeo la prima vittoria assoluta internazionale.

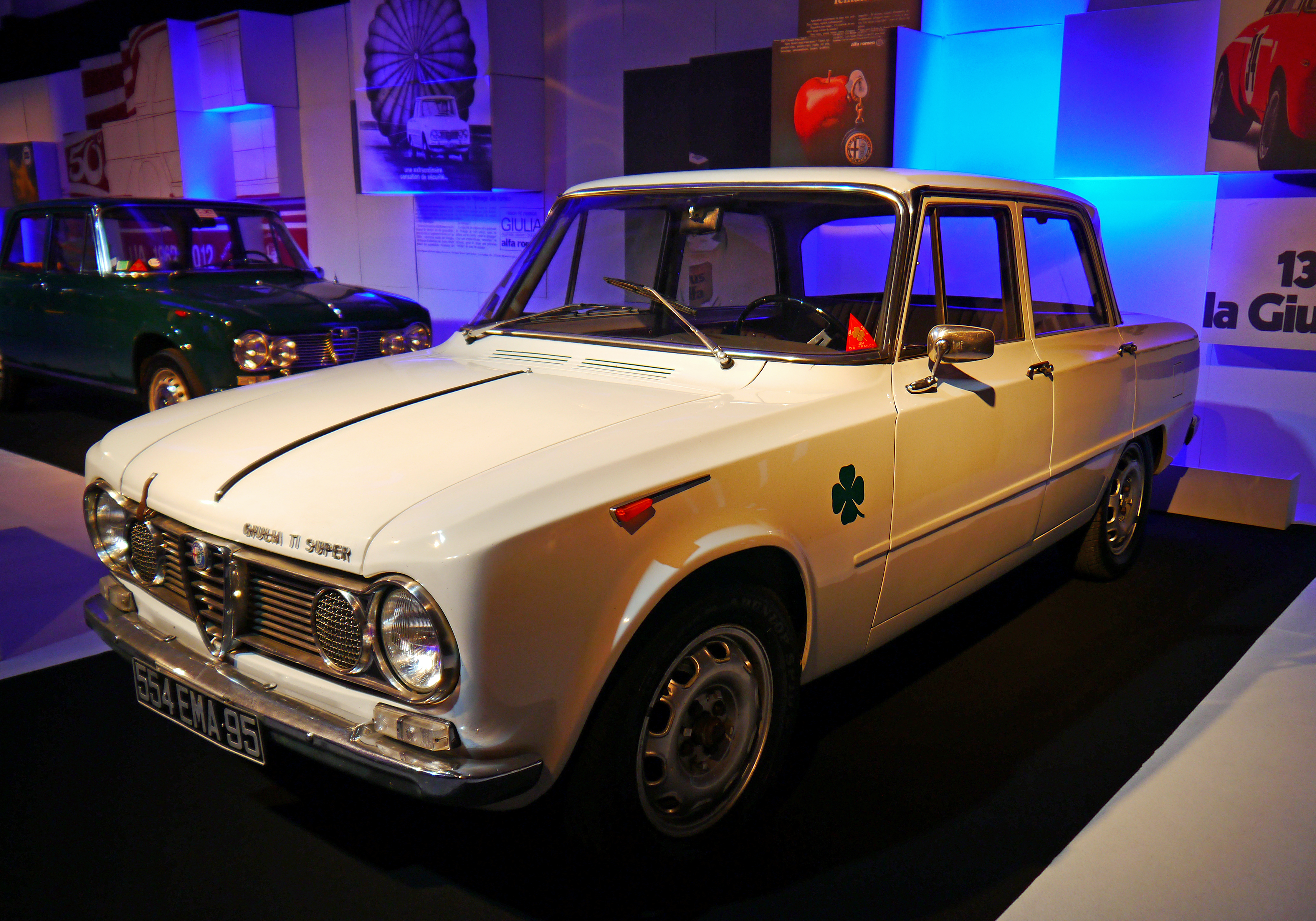
Alfa Romeo Giulia TI Super del 1964, prima vettura di serie a fregiarsi del "quadrifoglio"

Quasi a voler confermare le doti taumaturgiche del quadrifoglio, qualche mese più tardi, avvenne il tragico incidente nel quale perse la vita Sivocci, l'8 settembre 1923, sul circuito di Monza, durante le prove del 1º Gran Premio d'Europa. La Alfa Romeo P1 n. 17 del pilota salernitano, uscita di strada in curva, era infatti priva del quadrifoglio a causa di complicazioni nella messa a punto che avevano impedito la verniciatura della carrozzeria. Tale coincidenza suscitò una notevole impressione tra i piloti, i meccanici e i tecnici del mondo delle competizioni. 
Per ragioni scaramantiche il numero di gara 17 non fu più assegnato alle auto da corsa italiane e, pur in assenza di disposizioni ufficiali, dalla stagione 1924 la carrozzeria delle Alfa Romeo da competizione venne decorata con il quadrifoglio verde; in memoria di Sivocci, il quadrato bianco fu sostituito da un triangolo, a significarne l'assenza.
Ormai divenuto simbolo storico della casa del Portello, nel secondo dopoguerra il quadrifoglio venne utilizzato per contraddistinguere le versioni particolarmente sportive della produzione di serie Alfa Romeo, comparendo per la prima volta sulla fiancata della "Giulia TI Super" del 1963, anche detta "Giulia Quadrifoglio".

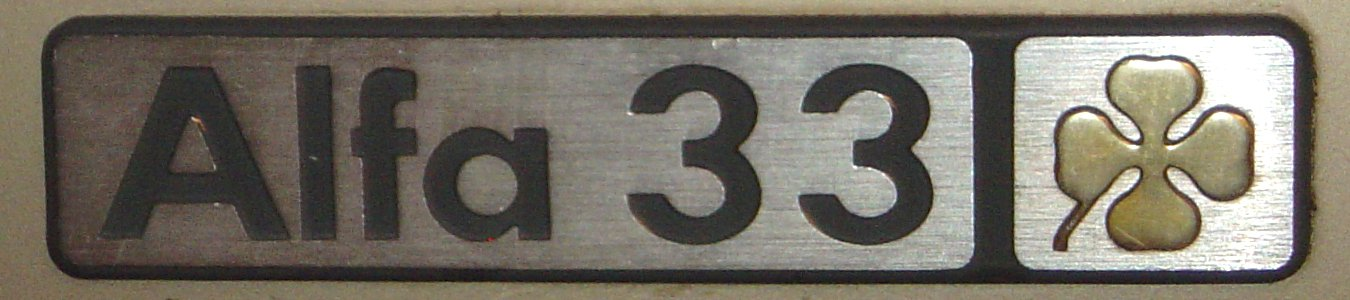
Il logo del Quadrifoglio Oro di un'Alfa 33

Negli anni '80 del XX secolo la valenza simbolica del quadrifoglio venne sdoppiata per denominare ufficialmente le versioni di maggior pregio della produzione, distinguendo tra "Quadrifoglio Verde" per gli allestimenti sportivi e "Quadrifoglio Oro" per quelli più lussuosi.